# Bill Green (Fußballspieler)
William „Bill“ Green (* 22. Dezember 1950 in Newcastle upon Tyne; † 21. August 2017 in Sheffield) war ein englischer Fußballspieler und -trainer.

## Sportlicher Werdegang
Green debütierte 1969 für Hartlepool United im Erwachsenenbereich, als der Klub in die Fourth Division abgestiegen war. Nach 130 Ligaspielen wechselte der Abwehrspieler 1973 zum seinerzeitigen Zweitligisten Carlisle United, mit dem er am Ende seiner ersten Spielzeit in die First Division aufstieg. Nach dem direkten Wiederabstieg in die Second Division spielte er noch eine weitere Saison für den Klub, ehe er zu West Ham United zurück in die höchste Spielklasse wechselte. 1978 schloss er sich für eine Spielzeit Peterborough United in der Third Division an, ehe er vier Jahre lang für den FC Chesterfield auflief. Dabei wurde er 1980 in das PFA Team of the Year für die dritte Liga gewählt. Nach dem Abstieg in die Viertklassigkeit verließ er 1983 den Verein, um beim Ligakonkurrenten Doncaster Rovers seine Karriere ausklingen zu lassen.
Im Oktober 1984 begann Green seine Trainerkarriere, als Frank Barlow ihn als Assistenztrainer zu Scunthorpe United holte. Nach einem Trainerwechsel 1987 gehörte er auch unter dem neuen Cheftrainer Mick Buxton zum Trainerstab, ehe er Buxton im Februar 1991 beerbte. 1991 und 1992 führte er den Viertligisten jeweils in die Aufstiegs-Play-Offs, die Mannschaft verpasste jedoch jeweils den Aufstieg. Anfang 1993 wurde er entlassen. Zwischen 1994 und 1996 betreute er den FC Buxton im Non-League Football. 2002 kehrte er als Interimstrainer bei Sheffield Wednesday kurzzeitig ins Trainergeschäft zurück, ehe er sein Geld als Talentscout für Europa bei Wigan Athletic und später Derby County verdiente. Vor seinem Tod im Alter von 66 Jahren war er beim FC Southampton leitend in der Personalbeschaffung tätig.